# Clive Barker (football)
Pour les articles homonymes, voir Clive Barker et Barker.
Clive William Barker (né le 23 juin 1944 à Durban et mort le 10 juin 2023) est un entraîneur  de football sud-africain, qui entraîne en 2013-2014 le club sud-africain de Mpumalanga Black Aces. 
Il est connu comme étant le sélectionneur vainqueur de la CAN 1996, avec les Bafana Bafana.

## Palmarès
- Vainqueur de la Coupe d'Afrique des nations 1996 avec l'équipe d'Afrique du Sud